# Stefan Küng
Stefan Küng (Wil, 16 de noviembre de 1993) es un deportista suizo que compite en ciclismo en las modalidades de pista, especialista en las pruebas de persecución  y madison, y ruta, perteneciendo al equipo Groupama-FDJ desde el año 2019.
Ganó cuatro medallas en el Campeonato Mundial de Ciclismo en Pista entre los años 2013 y 2015, y dos medallas en el 2015.
En carretera obtuvo diez medallas en el Campeonato Mundial de Ciclismo en Ruta, entre los años 2014 y 2023, y cuatro medallas en el Campeonato Europeo de Ciclismo en Ruta entre los años 2020 y 2024.
Participó en dos Juegos Olímpicos de Verano, ocupando en Tokio 2020 el cuarto lugar en contrarreloj y en París 2024 el séptimo en ruta y el octavo en contrarreloj.

## Medallero internacional
| Campeonato Mundial | Campeonato Mundial      | Campeonato Mundial | Campeonato Mundial      |
| Año                | Lugar                   | Medalla            | Competición             |
| ------------------ | ----------------------- | ------------------ | ----------------------- |
| 2013               | Minsk (Bielorrusia)     | Medalla de bronce  | Persecución individual  |
| 2014               | Cali (Colombia)         | Medalla de plata   | Persecución individual  |
| 2014               | Cali (Colombia)         | Medalla de bronce  | Madison                 |
| 2015               | Saint-Quentin (Francia) | Medalla de oro     | Persecución individual  |
| Campeonato Europeo |                         |                    |                         |
| Año                | Lugar                   | Medalla            | Competición             |
| 2015               | Grenchen (Suiza)        | Medalla de oro     | Persecución individual  |
| 2015               | Grenchen (Suiza)        | Medalla de plata   | Persecución por equipos |

| Campeonato Mundial | Campeonato Mundial        | Campeonato Mundial | Campeonato Mundial              |
| Año                | Lugar                     | Medalla            | Competición                     |
| ------------------ | ------------------------- | ------------------ | ------------------------------- |
| 2014               | Ponferrada (España)       | Medalla de bronce  | Contrarreloj sub-23             |
| 2015               | Richmond (Estados Unidos) | Medalla de oro     | Contrarreloj por equipos        |
| 2016               | Doha (Catar)              | Medalla de plata   | Contrarreloj por equipos        |
| 2017               | Bergen (Noruega)          | Medalla de plata   | Contrarreloj por equipos        |
| 2018               | Innsbruck (Austria)       | Medalla de bronce  | Contrarreloj por equipos        |
| 2019               | Yorkshire (Reino Unido)   | Medalla de bronce  | Ruta                            |
| 2020               | Imola (Italia)            | Medalla de bronce  | Contrarreloj                    |
| 2022               | Wollongong (Australia)    | Medalla de oro     | Contrarreloj por relevos mixtos |
| 2022               | Wollongong (Australia)    | Medalla de plata   | Contrarreloj                    |
| 2023               | Glasgow (Reino Unido)     | Medalla de oro     | Contrarreloj por relevos mixtos |
| Campeonato Europeo |                           |                    |                                 |
| Año                | Lugar                     | Medalla            | Competición                     |
| 2020               | Plouay (Francia)          | Medalla de oro     | Contrarreloj                    |
| 2021               | Trento (Italia)           | Medalla de oro     | Contrarreloj                    |
| 2022               | Múnich (Alemania)         | Medalla de plata   | Contrarreloj                    |
| 2024               | Limburgo (Bélgica)        | Medalla de plata   | Contrarreloj                    |

## Palmarés

### Pista
2013
- 3.º en el Campeonato Mundial Persecución Individual
- Campeonato de Suiza en Persecución Individual

2014
- 2.º en el Campeonato Mundial Persecución Individual
- 3.º en el Campeonato Mundial Madison

2015
- Campeonato Mundial Persecución Individual
- Campeonato Europeo en Persecución Individual
- 2.º en el Campeonato Europeo en Persecución por equipos
- Campeonato de Suiza en Puntuación
- Campeonato de Suiza en Persecución Individual

### Carretera
| 2013 - Giro del Belvedere 2014 - Tour de Normandía, más 1 etapa - Flecha de las Ardenas - 2.º en el Campeonato de Suiza Contrarreloj - Campeonato Europeo Contrarreloj sub-23 - Campeonato Europeo en Ruta sub-23 - 3.º en el Campeonato Mundial Contrarreloj sub-23 2015 - Volta Limburg Classic - 1 etapa del Tour de Romandía 2017 - 1 etapa del Tour de Romandía - Campeonato de Suiza Contrarreloj - 2.º en el Campeonato de Suiza en Ruta - 1 etapa del BinckBank Tour 2018 - 1 etapa de la Vuelta a Suiza - Campeonato de Suiza Contrarreloj - 1 etapa del BinckBank Tour 2019 - 1 etapa de la Vuelta al Algarve - 1 etapa del Tour de Romandía - Campeonato de Suiza Contrarreloj - Tour de Doubs - 1 etapa del Tour de Eslovaquia - 3.º en el Campeonato Mundial en Ruta | 2020 - Campeonato de Suiza Contrarreloj - Campeonato Europeo Contrarreloj - 3.º en el Campeonato Mundial Contrarreloj - Campeonato de Suiza en Ruta 2021 - Vuelta a la Comunidad Valenciana, más 1 etapa - 1 etapa de la Vuelta a Suiza - Campeonato de Suiza Contrarreloj - Campeonato Europeo Contrarreloj - Chrono des Nations 2022 - 2.º en el Campeonato Europeo Contrarreloj - Tour Poitou-Charentes en Nueva Aquitania, más 1 etapa - 2.º en el Campeonato Mundial Contrarreloj - Chrono des Nations 2023 - 1 etapa de la Vuelta al Algarve - 1 etapa de la Vuelta a Suiza 2024 - Campeonato de Suiza Contrarreloj - 1 etapa de la Vuelta a España - 2.º en el Campeonato Europeo Contrarreloj - Chrono des Nations |

## Resultados

### Grandes Vueltas
| Carrera | Carrera         | 2014 | 2015 | 2016 | 2017 | 2018 | 2019 | 2020 | 2021 | 2022 | 2023 | 2024 |
| ------- | --------------- | ---- | ---- | ---- | ---- | ---- | ---- | ---- | ---- | ---- | ---- | ---- |
|         | Giro de Italia  | —    | Ab.  | 60.º | —    | —    | —    | —    | —    | —    | Ab.  | —    |
|         | Tour de Francia | —    | —    | —    | 79.º | 53.º | 96.º | Ab.  | 49.º | 32.º | 54.º | Ab.  |
|         | Vuelta a España | —    | —    | —    | —    | —    | —    | —    | —    | —    | —    | 39.º |

### Clásicas, Campeonatos y JJ. OO.
| Omloop Het Nieuwsblad  | Omloop Het Nieuwsblad  | —   | —    | —     | 61.º | 22.º | 18.º | 9.º   | 38.º | 12.º | 25.º | 16.º | 32.º |    |    |
| Kuurne-Bruselas-Kuurne | Kuurne-Bruselas-Kuurne | —   | —    | —     | 15.º | —    | 21.º | 35.º  | 20.º | 47.º | —    | —    | —    |    |    |
| Strade Bianche         | Strade Bianche         | —   | —    | —     | 15.º | 16.º | 15.º | 14.º  | 31.º | —    | —    | —    | —    |    |    |
|                        | Milán-San Remo         | —   | —    | —     | —    | —    | 59.º | 52.º  | —    | —    | —    | 23.º | —    |    |    |
| E3 Saxo Bank Classic   | E3 Saxo Bank Classic   | —   | —    | 31.º  | —    | 10.º | 56.º | X     | 20.º | 3.º  | 6.º  | 16.º | 6.º  |    |    |
| Gante-Wevelgem         | Gante-Wevelgem         | —   | —    | —     | 82.º | 64.º | 16.º | 5.º   | 6.º  | 36.º | 52.º | 14.º | —    |    |    |
| A Través de Flandes    | A Través de Flandes    | —   | 43.º | 24.º  | 17.º | 75.º | 42.º | X     | 63.º | 6.º  | 23.º | 3.º  | 9.º  |    |    |
|                        | Tour de Flandes        | —   | —    | 60.º  | 41.º | 55.º | 44.º | 102.º | 44.º | 5.º  | 6.º  | 41.º | 7.º  |    |    |
| Scheldeprijs           | Scheldeprijs           | —   | —    | —     | —    | —    | —    | 72.º  | —    | —    | —    | —    | —    |    |    |
|                        | París-Roubaix          | —   | 63.º | 41.º  | Ab.  | Ab.  | 11.º | X     | Ab.  | 3.º  | 5.º  | 5.º  | 43.º |    |    |
| Amstel Gold Race       | Amstel Gold Race       | —   | —    | —     | —    | —    | —    | X     | —    | 8.º  | —    | 29.º | —    |    |    |
| Flecha Valona          | Flecha Valona          | —   | —    | 134.º | —    | —    | —    | —     | —    | —    | —    | —    | —    |    |    |
| EuroEyes Classics      | EuroEyes Classics      | —   | 40.º | —     | —    | —    | —    | X     | X    | —    | —    | —    |      |    |    |
| Bretagne Classic       | Bretagne Classic       | —   | Ab.  | —     | —    | —    | —    | —     | —    | 70.º | 4.º  | —    |      |    |    |
| París-Tours            | París-Tours            | —   | —    | —     | 55.º | —    | 13.º | —     | 31.º | 31.º | —    | —    |      |    |    |
| JJ. OO. (Ruta)         | JJ. OO. (Ruta)         | ND  | ND   | —     | ND   | ND   | ND   | ND    | 40.º | ND   | ND   | 7.º  | ND   | ND | ND |
| JJ. OO. (CRI)          | JJ. OO. (CRI)          | ND  | ND   | —     | ND   | ND   | ND   | ND    | 4.º  | ND   | ND   | 8.º  | ND   | ND | ND |
| Mundial en Ruta        | Mundial en Ruta        | —   | —    | 38.º  | 44.º | —    | 3.º  | —     | 41.º | 20.º | 5.º  | 37.º |      |    |    |
| Mundial Contrarreloj   | Mundial Contrarreloj   | —   | 19.º | 17.º  | 25.º | 12.º | 10.º | 3.º   | 5.º  | 2.º  | 12.º | 8.º  |      |    |    |
| Europeo Contrarreloj   | Europeo Contrarreloj   | X   | X    | 16.º  | —    | 7.º  | 4.º  | 1.º   | 1.º  | 2.º  | 11.º | 2.º  |      |    |    |
| Suiza en Ruta          | Suiza en Ruta          | 7.º | —    | —     | 2.ª  | 13.º | 8.º  | 1.º   | —    | —    | 5.º  | 6.º  | —    |    |    |
| Suiza Contrarreloj     | Suiza Contrarreloj     | 2.º | —    | Ab.   | 1.º  | 1.º  | 1.º  | 1.º   | 1.º  | —    | —    | 1.º  | —    |    |    |

| —: No participó | Ab: Abandono | X: Edición no celebrada | ND: Edición no disputada |

## Equipos
- BMC Racing Team (2015-2018)
- Groupama-FDJ (2019-)